# 支努干人
支努干人（英語：Chinookan peoples），又譯切努克人、奇努克人，包括了多個使用支努干語的美國太平洋西北海岸原住民。這些講支努干語的人定居於哥倫比亞河中下游，從河的峽谷（今日俄勒岡州達爾斯附近）沿著下游（西方）去到河口，以及沿著海岸的相鄰部分，南逢今日俄勒岡州Tillamook Head，北達華盛頓州西南的威拉帕灣。1805年，路易斯與克拉克的遠征隊在哥倫比亞河下游與支努干人發生接觸。這裡有很多理論關於“支努干”（Chinook）之名的來源。部分人說它來自奇黑利斯語的Tsinúk，即是“吃魚的人”。它亦可以指“強大的戰士”。
有部分講支努干語的族群已經獲得聯邦承認：雅克瑪人（the Yakama Nation）、沃姆斯普林斯保留地聯邦部落（the Confederated Tribes of the Warm Springs Reservation）、大龍德聯邦部落（Confederated Tribes of Grand Ronde）、薩利希印第安聯邦部落（Confederated Tribes of Siletz Indians）。
由五支最西面的支努干人組成的支努干印第安國（The Chinook Indian Nation）正在尋求聯邦承認。支努干印第安國曾經在2001年克林頓執政時從美國內政部獲得聯邦承認。喬治布殊上台後，他的政治任命人員審查了此案，並極其罕見地撤銷了承認。之後在2008年，支努干印第安國藉著布萊恩·巴爾德的法案尋求國會立法承認。該法案在國會被撤。

## 歷史
支努干人相對穩定地定居並佔據了傳統的部落地理區域，他們在那裡捕獵和捕撈；鮭魚是他們的慣常食物。婦女亦採集和加工很多果實、種子、根部和其他食物。他們是一個階級制的社會。上級階層包括薩滿、戰士和成功商人。他們是社會一小撮人，相比起一眾平民百姓。 高級種姓的人會施行階級歧視，限制與平民的接觸，禁止不同階級的兒童一起玩。
有部分支努干人是有奴隸制的，是從太平洋西北地區最北面的部族傳入。他們從戰俘中挑選奴隸，並用他們代表他們的主人進行盜竊活動。後者會避免這種行為，因為這就不配高地位。

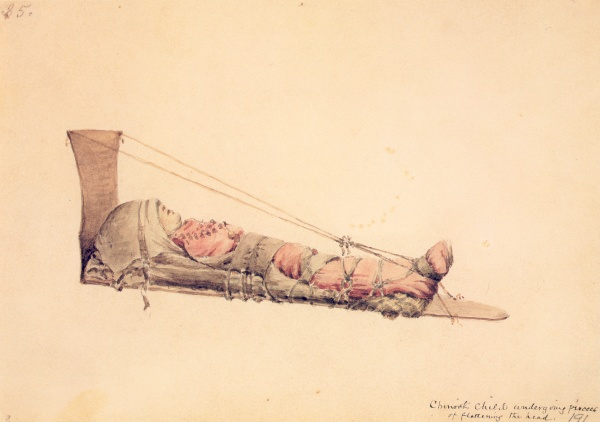
支努干兒童進行平頭的程序。

有些支努干部落的精英會有平頭的習俗，與中國的“睡平頭”不同，這是身份地位的象徵。他們讓三個月大的新生兒綁在木板之類的硬物上，維持到大約一歲大。這些平頭人在社會上高等於圓頭人，並且會拒絕讓特徵類似的人成為奴隸，從而加強了圓頭與奴役的聯繫。支努干人被在該地區的早期白人探險家俗稱為“平頭印第安人”。
居住在太平洋海岸附近的支努干人是技術高超的馬鹿獵人和漁夫。最受歡迎的魚是鮭魚。或者是因為這種定居的生活方式，支努干人和其他岸邊的部落較少牽涉土地衝突，因為他們不會遷移穿越互相的領土，而且他們的天然資源很豐富。支努干人以眾多定居部落的方式居住於長屋裡。裡面住了超過50人，以極其龐大的親屬圈子維繫。他們的長屋是用紅杉樹製成的木板製成的。這些房屋寬約20-60英尺，長50-150英尺。

### 现代

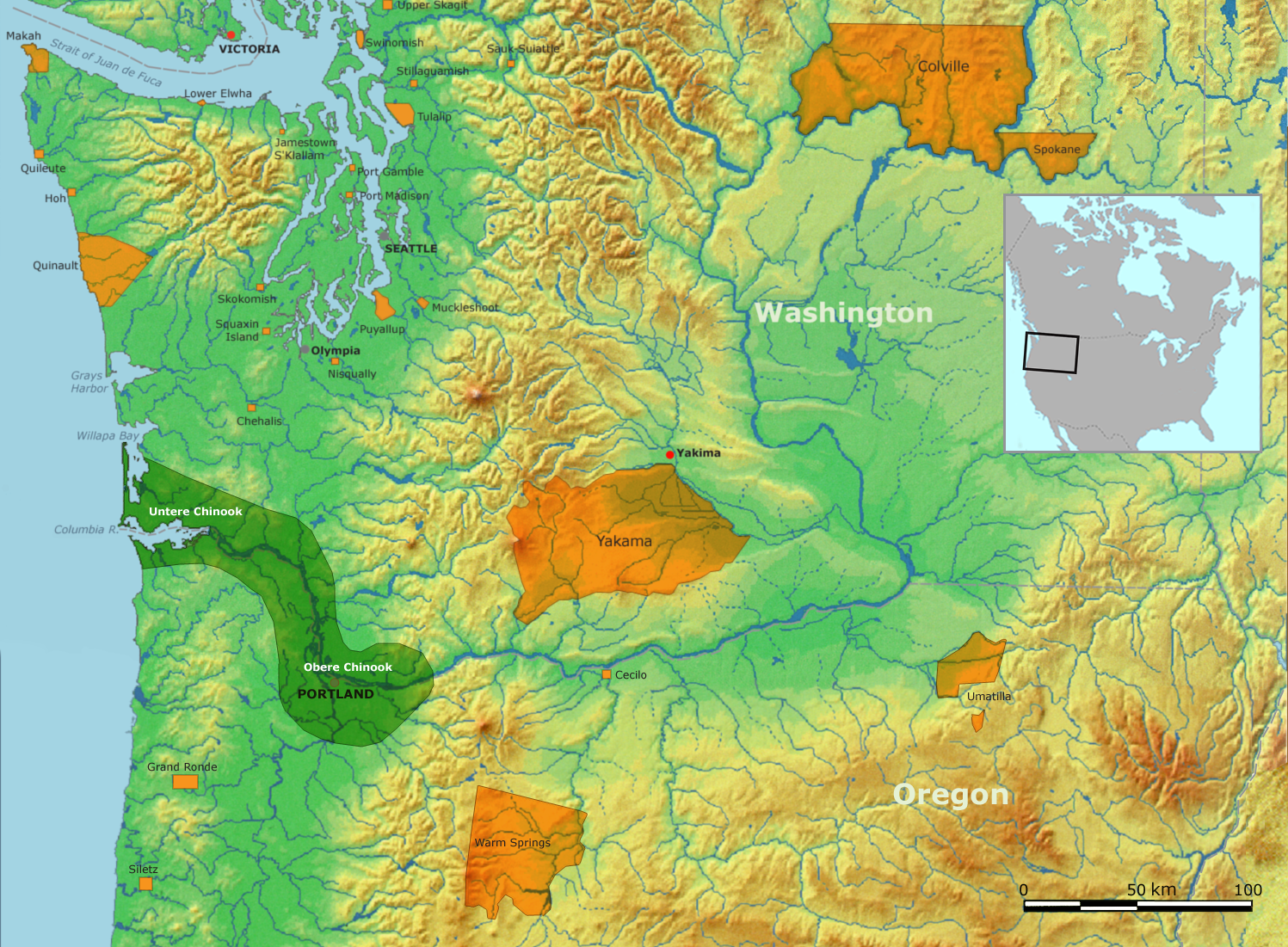
傳統支努干部落土地的地圖。

支努干人長期生活在哥倫比亞河下游地區。他們在20世紀進行重組，設立了選舉制政府和恢復部落文化。他們首先於20世紀後期尋求聯邦承認，因為這可以提供更好的教育和福利。內政部的印第安事務局於1997年拒絕了他們的申請。自20世紀末，支努干印第安國就一直嘗試獲得正式承認，進行研究和製作文件來顯示其歷史。他們在政府和歷史記錄中被提及，但從未與政府簽訂過關於割讓土地和建立保留地的條約，這意味著自動承認。
2001年，美國內政部按照與其他獲承認部落在談判中形成的規則，承認由Cathlamet、Clatsop、Lower Chinook、Wahkiakum和Willapa民族組成的支努干印第安國。該部落記錄了他們社會在哥倫比亞河下游的延續性。這項承認是在比爾·克林頓任期最後一個月頒布。獲分配到華盛頓州格雷斯港縣的一個木材豐富的保護區後，昆諾特人在2001年8月提交支努干人的承認，這個問題由新一屆政府處理。
在總統喬治·布殊當選後，他的新政治任命人員回顧了支努干人的材料。2002年，他極其罕見地撤銷了對支努干人和其他兩個於上屆政府獲承認的部落的承認。在來自華盛頓的第三屆國會選區的布萊恩·巴爾德的努力下，在2011年通過立法以實現對部落的認可並未獲得成功。美國地方法院法官羅納德·萊頓（Ronald B. Leighton）在2017年底提起訴訟時作出裁決，裁定只能從國會和其他政府部門獲得聯邦承認，但在很大程度上支持部落；萊頓否認了內政部關於駁回此案的八項索賠中的七項，其中包括對2015年禁止部落再次尋求承認的規則提出挑戰。
支努干印第安國的辦事處位於華盛頓州中央灣。該部落在華盛頓州里奇菲爾德的平房裡舉行年度冬季聚會。它還在哥倫比亞河北岸的支努干角（哥倫比亞堡）舉行了年度第一次鮭魚儀式。

## 支努干人列表
講支努干語的群體包括：

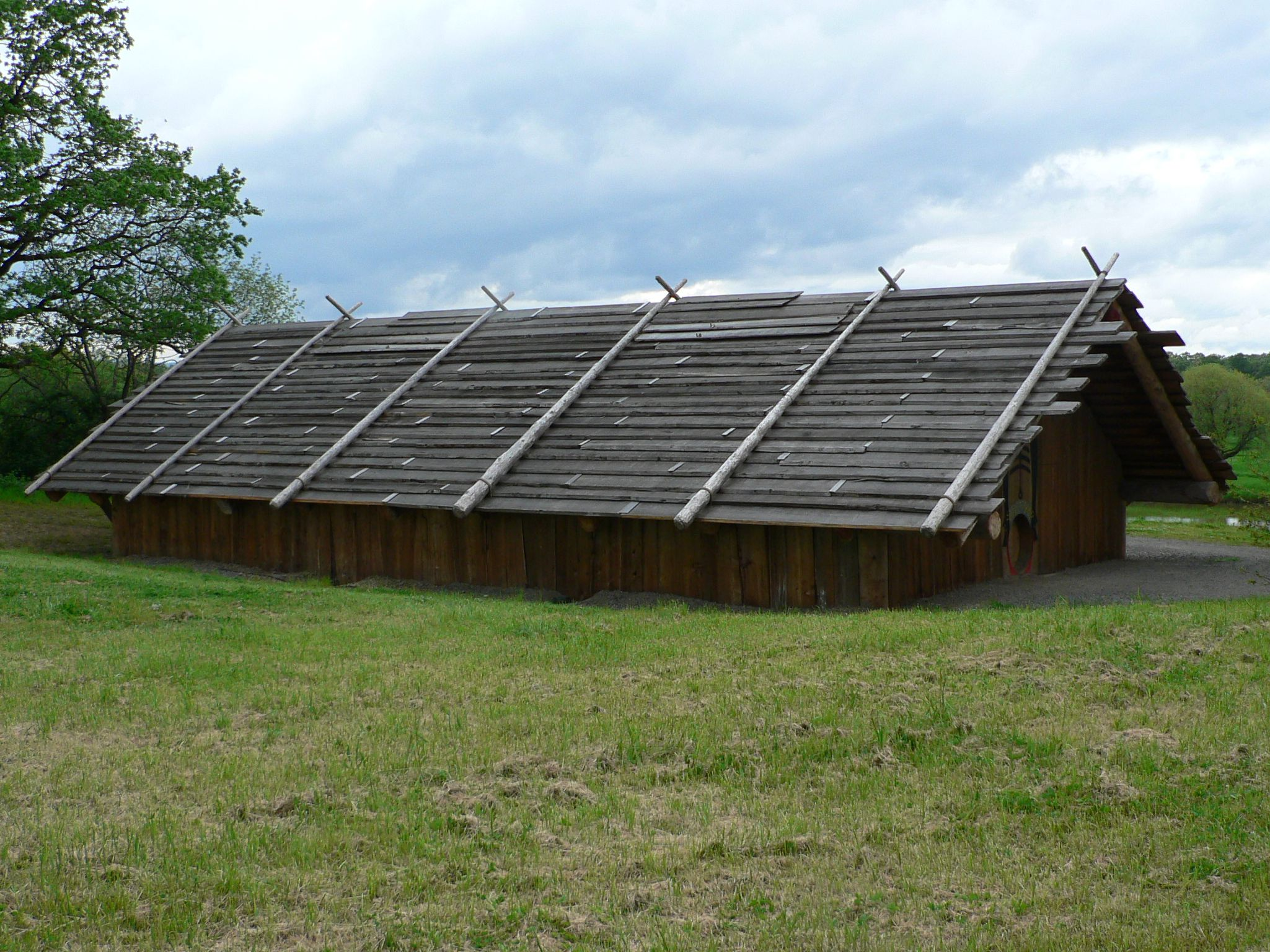
Cathlapotle板屋，2005年在里奇菲爾德國家野生動物保護區出土的支努干風格雪松板屋的全尺寸仿製品，它曾經居住了超過1200支努干人

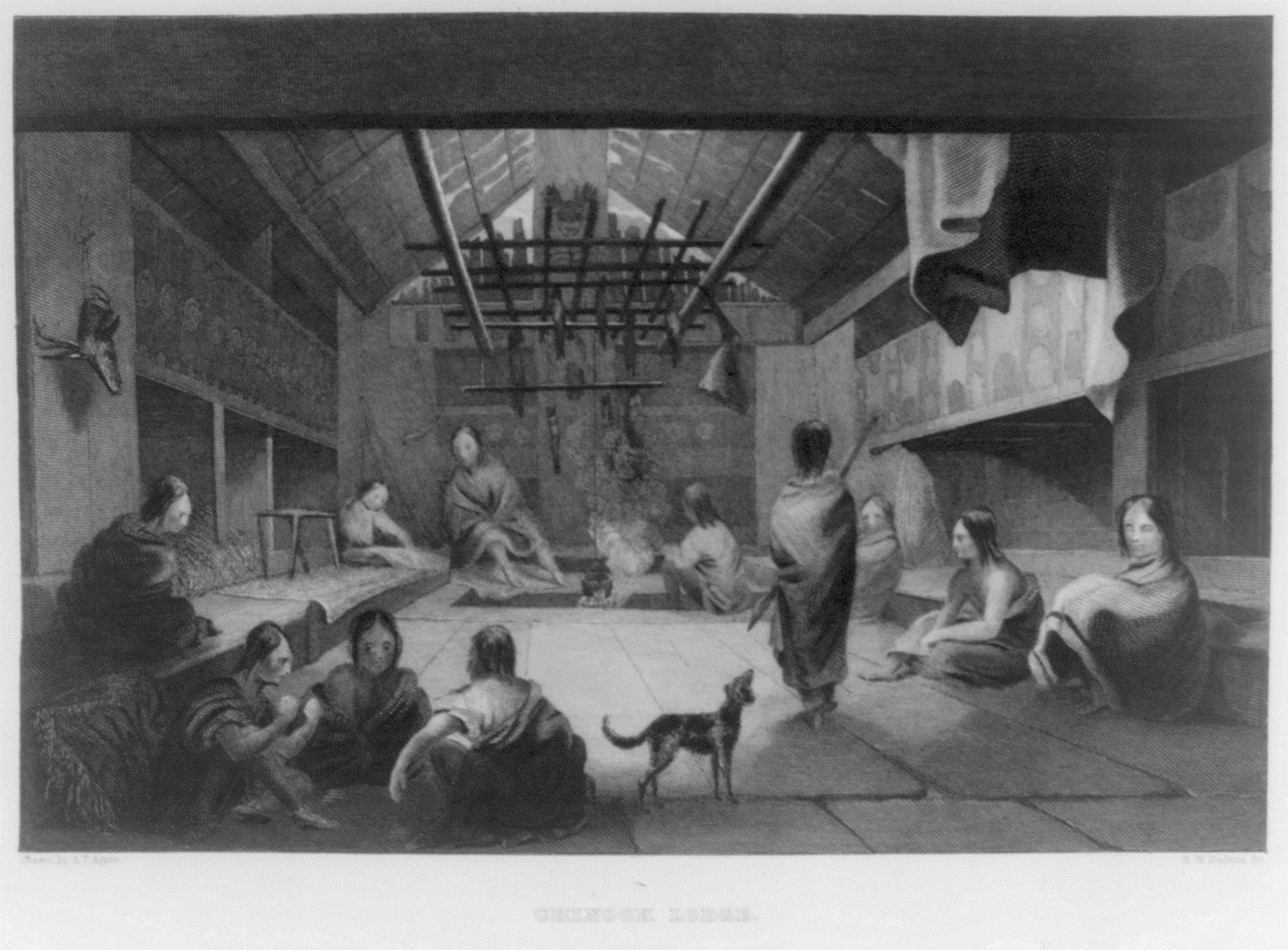
支努干板屋內部的繪圖

- Lower Chinook或Chinook proper
- Kathlamet或Cathlamet（Cathlahmah）
- Clackamas或Cathlascans
- Clatsop
- Clowwewalla，亦稱為(Willamette) Falls Indians or Tumwater Falls Indians
- Wasco-Wishram
  - Wasco
  - Wishram
- Chilluckittequaw或Chiluktkwa
- Watlata或Cascades Indians
- Kilooklaniuck[17]（部落已消失）
- Multnomah或Cathlascans
- Skillot
- Wahkiakum、Wackiakum、Wac-ki-cum或Wahkiaku[18]
- Willapa Chinook

在21世紀，大多數的支努干人都住在華盛頓州西南部的市鎮中央灣、支努干和伊爾沃科，以及俄勒岡州阿斯托利亞。

## 著名支努干人
- 約翰·史蒂文斯，於2012年6月至9月擔任美國駐利比亞大使，在2012年9月11日班加西攻擊事件中遭到襲擊身亡。[19]

## 延伸閱讀
Chinookan Peoples of the Lower Columbia Published by University of Washington Press, 2013 - ISBN 978-0-295-99279-2]
- Judson, Katharine Berry. . Washington State Library's Classics in Washington History collection 2nd. McClurg. 1912  [2019-08-25]. OCLC 10363767. （原始内容 (DJVU)存档于2023-11-21）. Oral traditions from the Chinook, Nez Perce, Klickitat and other tribes of the Pacific Northwest.

## 外部連結
- Chinook Nation official website
- Who's Who in the Chinook tribes （页面存档备份，存于）